# 五峯録
五峯録（ごほうろく）は、大日本帝国海軍元軍人の堀悌吉海軍中将によって太平洋戦争後、極東国際軍事裁判に提出する為に書かれた書簡集である。
五峯録の名前の由来は山本五十六元帥海軍大将の「五」と古賀峯一元帥海軍大将 の「峯」の字を組み合わせて名づけられたもので、両提督に関する記録が書かれている。今日の山本五十六観に関する書籍の多くはこの五峯録を論拠として書かれているものが多い。但し、書簡集には「これは東京裁判に提出された資料である。後日、原本と照らし合わせたい」とあり、九州大学の三輪宗弘教授など研究者の中には東京裁判の為に書かれた資料であり、資料自体が裁判の為に改編、改竄されている恐れがあるとして資料の信頼性が低いとの意見もある。